# 前380年代
| 千纪： | 前1千纪 |
| 世纪： | 前5世纪 \| 前4世纪 \| 前3世纪                                                                              |
| 年代： | 前410年代 \| 前400年代 \| 前390年代 \| 前380年代 \| 前370年代 \| 前360年代 \| 前350年代                    |
| 年份： | 前389年 \| 前388年 \| 前387年 \| 前386年 \| 前385年 \| 前384年 \| 前383年 \| 前382年 \| 前381年 \| 前380年 |

前380年代從前389年1月1日開始，於前380年12月31日結束。

## 大事记
- 前389年，秦攻魏，兵至晉陰。齊大夫田和會魏、楚、衛三國於濁澤。
- 前389年，周安王封田和為封侯，仍用齊為國號。
- 前388年，田和卒，子田剡嗣位。
- 前388年，高盧王布稜那斯東征，陷羅馬城，羅馬共和國以黃金一千磅賄其退出。
- 前387年，趙武侯卒，侄趙敬侯嗣位。韓烈侯韓取卒，子韓文侯嗣位。秦惠公卒，子秦出公嗣位。
- 前387年，魏国吳起奔楚，楚任命為令尹。
- 前387年，斯巴達與波斯訂安他克達和約。
- 前385年，秦庶長殺秦出公及其母，迎立公子師隰，為秦獻公。
- 前383年，魏攻趙，敗趙軍於兔台。秦自雍城遷都櫟陽城。
- 前381年，楚悼王卒，子楚肅王嗣位。貴戚大臣射殺吳起。

## 出生
- 前384年，亞里士多德，古希臘哲學家。
- 前384年，狄摩西尼，古希臘政治家。

## 逝世
- 前388年，田和，齊國開國君主。
- 前387年，趙武侯，趙國君主。
- 前387年，韓烈侯，韓國（戰國）君主。
- 前387年，秦惠公
- 前385年，秦出公
- 前381年，楚悼王
- 前381年，吳起